# ヴィープリ州
ヴィープリ州（ヴィープリしゅう、フィンランド語: Viipurin lääni、スウェーデン語: Viborgs län）は、かつて存在したフィンランドの州。1812年から1945年まで存在した。現在は、州域の多くがロシア領である。

## 歴史

### ヴィープリ州成立以前
ヴィープリ州の前身は、ロシア帝国のヴィボルグ県である。ヴィボルグ県は、元々スウェーデンからロシア帝国に2度にわたって割譲されたカレリアの地域を領域として1744年に設立されている。2度の割譲は、1721年のニスタット条約と1743年のオーボ条約で行われた。ニスタット条約では、ケックスホルム県、ヴィボリ・ニュースロット県から割譲され、オーボ条約ではキュメネゴルド・ニュースロット県から土地が割譲されている。この地域は、Old Finlandとしても知られている。
ナポレオン戦争の間には、スウェーデン王国はフランス帝国に対して、ロシア帝国とイギリスらと反ナポレオンで行動していた。しかし、1807年にティルジットの和約によって、フランス帝国とロシア帝国に和解が成立する。翌1808年、ロシア帝国はフランス帝国側に付き、第二次ロシア・スウェーデン戦争を開戦、スウェーデン王国はロシア帝国と交戦する。1809年9月17日にフレデリクスハムンの和約がスウェーデン王国とロシア帝国の間で結ばれる。これによって、トルネ川以東の土地がロシア帝国に割譲される。割譲された土地は、ロシア帝国の保護国として、フィンランド大公国が建国された。大公はロシア帝国皇帝が兼任することになった。

### ヴィープリ州の成立
1812年にロシア帝国ヴィボルグ地区がフィンランド大公国に割譲され、ヴィープリ州が発足した。この割譲は、時のロシア帝国皇帝、アレクサンドル1世によって、1811年のクリスマス前日、ユリウス暦1811年12月23日（グレゴリオ暦1812年1月4日）に発表された。第二次ロシア・スウェーデン戦争によって戦争の舞台となり、戦争後はロシアに割譲され、フィンランド大公国は建国されたもののロシア帝国の支配の下にあったフィンランドでは、ロシア帝国に対する反発感情が強く、この割譲はその感情を緩和するための試みとして行われた。1864年にはシエスタルヨキ（ロシア語ではセストロレツク）がロシア帝国サンクトペテルブルク県に移管されている。
1917年にフィンランド大公国は崩壊する。しかし、ヴィープリ州はそのまま維持された。州都であったヴィープリは、当時フィンランド第二の都市であった。

### 第二次世界大戦
1939年9月1日、ナチス・ドイツがポーランド第二共和国に侵攻、第二次世界大戦の火蓋が切られた。同年9月17日、独ソ不可侵条約が結ばれた時に、同時に結ばれた秘密条約によって、ソヴィエト連邦が、ポーランド第二共和国に侵攻した。
同年11月28日、ソヴィエト連邦はフィンランド共和国に対し不可侵条約の廃棄を通告。同年11月30日、ソ連軍はヴィープリ州の国境などを越えてフィンランドへ侵攻、冬戦争が開戦する。1940年にモスクワ講和条約が結ばれ、ヴィープリを含むヴィープリ州の大半がソ連に割譲された。割譲されたのは、セストラ川以南の22,973km²に上り、ヴィープリ州の実に71.5%であった。この割譲地はカレロ＝フィン・ソビエト社会主義共和国に編入された。ヴィープリ州に住んでいた住民の内、3分の2に当たる42万人余りがフィンランドへ移住するか難民となった。
1941年、フィンランドとソヴィエト連邦の間で継続戦争が勃発する。一時、フィンランド軍はヴィープリ州のほとんどを奪還する。しかし、1944年のヴィボルグ-ペトロザヴォーツク攻勢によって再びソヴィエト連邦によって州域の多くを占領されてしまう。1947年のパリ条約によって、正式にソヴィエト連邦に占領地が割譲された。
1941年から1944年のフィンランド軍によるヴィープリ州の奪還によって、ヴィープリ州から別地域へ移住した人々がヴィープリ州へと戻ってきたが、ソヴィエト連邦に再占領されると、彼らは再びフィンランドへと再移住し、ヴィープリ州の人口は激減した。そのため、ソヴィエト連邦は、占領地域にソヴィエト連邦の他地域から人々を移住させている。2度目の占領時は、カレリア地峡は、レニングラード州のヴィボルグスキ地区とプリオゼルスキ地区に編入され、ラドガ・カレリアとボルデル・カレリアは、カレロ＝フィン・ソビエト社会主義共和国に編入された。ラドガ・カレリアの地名は、ほぼオリジナルのまま残されたが、カレリア地峡周辺の地名は、そのほとんどが1948年までにソヴィエト連邦政府によって改名させられている。
州域の大半が占領され、州都すら無くなったヴィープリ州は崩壊してしまい、1945年に、フィンランド側に残された土地でキュミ州が発足した。キュミ州の州都にはコトカが選ばれた。キュミ州はその後、1997年9月1日に南スオミ州となり、2010年1月1日には南スオミ州も廃止され、フィンランドの州の歴史は幕を閉じた。

## 経済
ロシア帝国首都であった、サンクトペテルブルクが近くにあるため、経済発展の良い地域であった。1856年にサイマー運河が開かれると、サイマー湖とフィンランドの湖沼地帯と、ヴィボルグ湾とが結ばれた。
ヴィープリ州の発展は、1870年開通のRiihimäki – Saint Petersburg Railway、1894年開通のVyborg–Joensuu railroad、1917年開通のSaint Petersburg – Hiitola railroadなどの鉄道によって、さらに加速された。
この地域での、花崗岩、大理石、泥鉄鉱の採掘は、林業と並んで、この地域の重要な産業であった。また、20世紀初頭から、ストラ・エンソによってヴオクシ川上流に、水力発電所が建設され、製紙工場に電力を供給していた。

## 州域の変遷

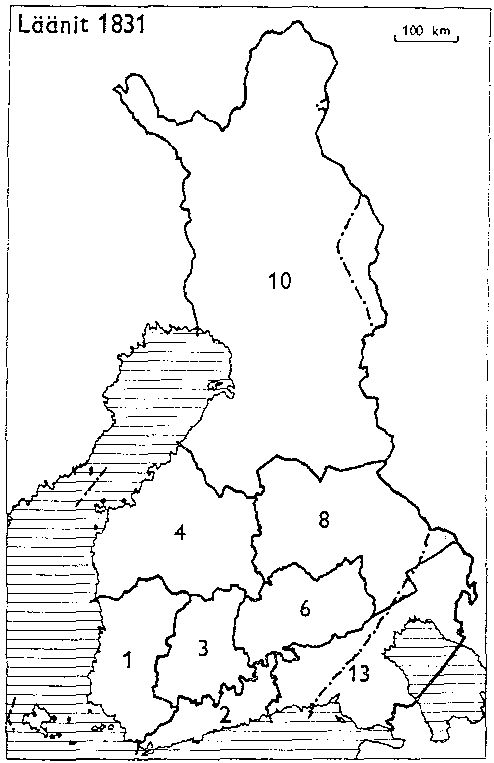
1831年のフィンランドの州: 1: トゥルク・ポリ州, 2: ウーシマー州, 3: ハメ州, 4: ヴァーサ州, 6: ミッケリ州, 8: クオピオ州, 10: オウル州, 13: ヴィープリ州

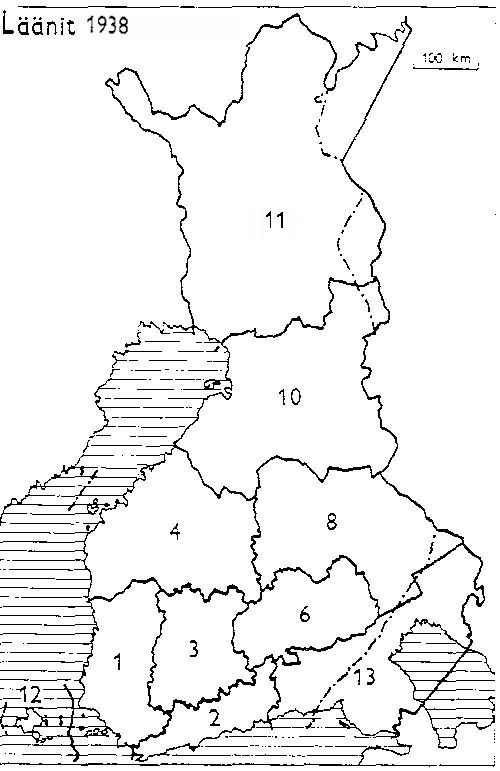
1938年のフィンランドの州: 1: トゥルク・ポリ州, 2: ウーシマー州, 3: ハメ州, 4: ヴァーサ州, 6: ミッケリ州, 8: クオピオ州, 10: オウル州, 11: ラッピ州, 12: オーランド自治州, 13: ヴィープリ州

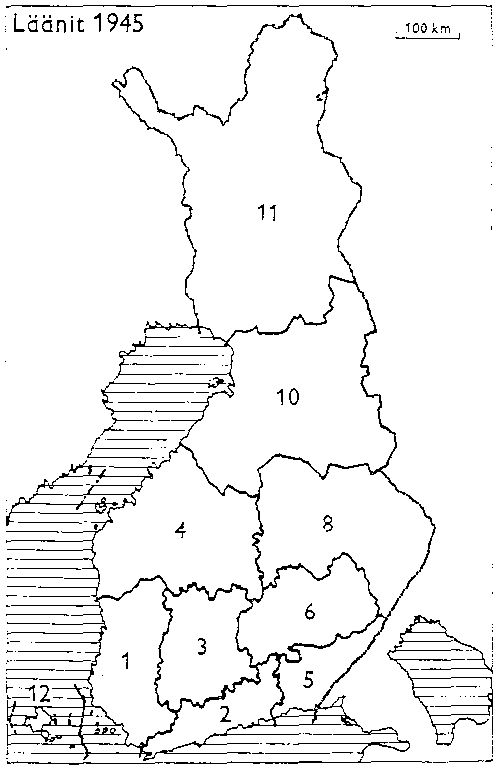
1945年のフィンランドの州: 1: トゥルク・ポリ州, 2: ウーシマー州, 3: ハメ州, 4: ヴァーサ州, 5: キュミ州, 6: ミッケリ州, 8: クオピオ州, 10: オウル州, 11: ラッピ州, 12: オーランド自治州

|  |  |  |

## 自治体

### 地区
ヴィープリ州は、9つの地区（フィンランド語: kihlakunta, スウェーデン語: härad)に分割されていた。
- Ranta (スウェーデン語: Stranda)
- Äyräpää (スウェーデン語: Äyräpää)
- Käkisalmi (スウェーデン語: Kexholm)
- Kurkijoki (スウェーデン語: Kronoborg)
- Kymi (スウェーデン語: Kymmene)
- Lappee (スウェーデン語: Lappvesi)
- Salmi (スウェーデン語: Salmis)
- Sortavala (スウェーデン語: Sordavala)
- Jääski (スウェーデン語: Jäskis).

### 都市
斜体の都市は、ソヴィエト連邦領となった都市
- ハミナ (Hamina) - フレデリクスハムン (Fredrikshamn)
- コトカ (Kotka)
- カキサルミ (Käkisalmi) - ケックスホルム (Kexholm)
- ラッペーンランタ (Lappeenranta) - ヴィルマンストランド Villmanstrand
- ソルタヴァラ (Sortavala) - ソルダヴァラ Sordavala
- ヴィープリ (Viipuri) - ヴィボルイ (Viborg)

### 街
斜体の都市は、ソヴィエト連邦領となった都市
- コウヴォラ (Kouvola)
- コイヴィスト (Koivisto) - ビョルコ (Björkö)
- ラフデンポフヤ (Lahdenpohja)
- ラウリツァラ (Lauritsala) (1967年にラッペーンランタに吸収合併)

### 町
斜体の都市は、ソヴィエト連邦領となった都市
- アントレア (Antrea) - 聖アンドレー (S:t Andree)
- ハーパサーリ (Haapasaari) - アスポ (Aspö)
- ハルル (Harlu)
- ヘインヨキ (Heinjoki)
- ヒートラ (Hiitola)
- インピラハティ (Impilahti) - インピラックス (Impilax)
- ヤーッキマ (Jaakkima)
- ヨハネス - 聖ヨハネス (S:t Johannes)
- ヨウツセノ (Joutseno)
- ヤースキ (Jääski) - ヤスキス (Jäskis) (ソ連への割譲で部分的に失われ、残りの部分がイマトラ、ヨウツセノ、ルオコラハティに1948年に編入された)
- カンネルヤルヴィ (Kanneljärvi)
- カウコラ (Kaukola)
- キルヴ (Kirvu) - キルヴス (Kirvus)
- キヴェンナパ (Kivennapa) - キヴィネブ (Kivinebb)
- コイヴィスト田園村 (Koiviston maalaiskunta) - ビョルコ田園村 (Björkö landkommun)
- コルピセルカ (Korpiselkä) (ソ連への割譲で部分的に失われ、残った部分が1946年にトゥーポヴァーラに編入された)
- クオレマヤルヴィ (Kuolemajärvi)
- クルキヨキ (Kurkijoki) - コロノボルイ (Kronoborg)
- キュミ (Kymi) - キュメネ (Kymmene) (1977年にコトカに吸収合併された)
- カキサルミ田園村 (Käkisalmen maalaiskunta - ケックスホルム田園村 (Kexholms landkommun)
- ラッペー (Lappee) - ラップヴェシ (Lappvesi) (1967年にラッペーンランタに吸収合併された)
- ラヴァンサーリ (Lavansaari) - ロヴスカル (Lövskär)
- レミ (Lemi) - クレミス (Klemis)
- ルミヴァーラ (Lumivaara)
- ルーマキ (Luumäki)
- メツァピルッティ (Metsäpirtti)
- ミエヒッカラ (Miehikkälä)
- ムオラー (Muolaa) - ムホラ (Mohla) (1934年にキーロラ (Kyyrölä)を吸収合併)
- ヌイヤマー (Nuijamaa) (1989年にラッペーンランタに吸収合併された)
- パリッカラ (Parikkala)
- ピフター (Pyhtää) - ピッティス (Pyttis)
- ピハヤルヴィ (Pyhäjärvi)
- ラウトヤルヴィ (Rautjärvi)
- ラウツ (Rautu) - ラウトゥス (Rautus)
- ルオコラハティ (Ruokolahti) - ルオコラックス (Ruokolax)
- ルスケアラ (Ruskeala)
- ライサラ (Räisälä)
- サーリ (Saari) (2005年にパリッカラに吸収合併された)
- サッコラ (Sakkola)
- サルミ（英語版）- サルミス (Salmis)
- サヴィタイパレ (Savitaipale)
- セイスカリ (Seiskari) - セイツカル (Seitskär)
- シンペレ (Simpele) (ソ連への割譲で部分的に失われ、1973年に残りの部分がラウトヤルヴィに編入された)
- シッポラ (Sippola) (1975年にアンヤラ (Anjala)と共にアンヤランコスケン・カウッパラに編入された)
- ソアンラハティ (Soanlahti)
- ソルタヴァラ田園村 (Sortavalan maalaiskunta) - ソルダヴァラ田園村 (Sordavala landkommun)
- スイスタモ (Suistamo)
- スオヤルヴィ (Suojärvi)
- スオメンニエミ (Suomenniemi)
- スールサーリ (Suursaari) - ホグランド (Hogland)
- サッキヤルヴィ (Säkkijärvi) (ソ連への割譲で部分的に失われ、残り部分が1946年にミエヒッカラとイラマーに編入された)
- タイパルサーリ (Taipalsaari)
- テリヨキ (Terijoki)
- ティタルサーリ (Tytärsaari) - Tytärskär
- ウークニエミ (Uukuniemi) (2005年にパリッカラに編入された)
- ウーシキルッコ (Uusikirkko) - ニキルカ (Nykyrka)
- ヴァフヴィアラ (Vahviala)
- ヴァルケアラ (Valkeala)
- ヴァルクヤルヴィ (Valkjärvi)
- ベフカラハティ (Vehkalahti) - ヴェッケラックス (Veckelax) (2003年にハミナに吸収合併された)
- ヴィープリ田園村 (Viipurin maalaiskunta) - ヴィボルイ田園村 (Viborgs landkommun)
- ヴィロラハティ (Virolahti) - ヴェデルラックス (Vederlax)
- ヴオクセラ (Vuoksela)
- ヴオクセンランタ (Vuoksenranta)
- イラマー (Ylämaa)
- アイラパー (Äyräpää (main village - Pölläkkälä)

## 歴代知事
- Carl Johan Stjernvall 1812-1815
- Carl Johan Walleen 1816-1820
- Otto Wilhelm Klinckowström 1820-1821 (acting) ja 1821-1825
- Carl August Ramsay 1825-1827 (acting) and 1827–1834
- Carl Gustaf Mannerheim[4] 1834-1839
- Fredric Stewen 1839-1844
- Casimir von Kothen 1844-1846 (acting) and 1846–1853
- Alexander Thesleff 1853-1856
- Bernhard Indrenius 1856-1866
- Christian Theodor Åker-Blom 1866-1882
- Woldemar von Daehn 1882-1885
- Sten Carl Tudeer 1885-1888 (acting) and 1888–1889
- Johan Axel Gripenberg 1889-1899
- Nikolai von Rechenberg 1900-1902
- Nikolai Mjasojedov 1902-1905
- Konstantin Kazansky 1905 (acting) and 1905
- Mikael von Medem 1905-1906 (acting)
- Nikolai von Rechenberg 190-1907
- Birger Gustaf Samuel von Troil 1907-1910
- Frans Carl Fredrik Josef von Pfaler 1910-1917
- Vilho Sarkanen (acting) 1917
- Valfrid Suhonen (acting) 1917-1918
- Antti Hackzell 1918-1920
- Lauri Kristian Relander 1920-1925
- Arvo Manner 1925-1945

## 著名出身者
- マルッティ・アハティサーリ Martti Ahtisaari (1937年生、ヴィープリ)、フィンランド共和国第10代大統領、ノーベル平和賞受賞者
- エリク・ブルーン Erik Bruun (1926年生、ヴィープリ)、グラフィックデザイナー
- ライラ・ヒエタミエス Laila Hietamies (1938年生、ヴィープリ)、作家
- グスタフ・ハッグルンド Gustav Hägglund (1938年生、ヴィープリ)、軍人
- シモ・ヘイヘ Simo Häyhä (1905年生、ラウトヤルヴィ - 2002年没、ルオコラハティ)、軍人、狙撃手 (狙撃手史上最高確認戦果、505名射殺を記録）
- マックス・ヤコブソン Max Jakobson (1923年生、ヴィープリ), 外交官
- アルマス・ヤルネフェルト Armas Järnefelt (1869年生、ヴィープリ – 1958年没、ストックホルム)、作曲家、指揮者
- アールネ・ユーティライネン Aarne Juutilainen (1904年生、ソルタヴァラ、 - 1976年没)、軍人
- スロ・オンニ・コルッカ Sulo Onni Kolkka (1904年生、サッキヤルヴィ - 1988年没、カンガサーラ)、軍人、狙撃手
- グスタフ・コンッパ Gustaf Komppa (1867年生、ヴィープリ – 1949年没)、化学者
- ユリウス・クロン Julius Krohn (1835年生、ヴィープリ - 1888年没)、Fennoman
- エドウィン・リンコミエス Edwin Linkomies (1894年生、ヴィープリ – 1963年没、ヘルシンキ)、首相
- ヴェイヨ・メリ Veijo Meri (1928年生、ヴィープリ)、作家
- エルンスト・ミエルク Ernst Mielck (1877年生、ヴィープリ – 1899年没)、作曲家
- マサ・ニエミ Masa Niemi (1914年生、ヴィープリ - 1960年没、タンペレ)、コメディアン
- アルゴ・ニスカ Algoth Niska (1888年生、ヴィープリ - 1954年没)、探検家
- ユホ・ニウッカネン Juho Niukkanen (1888年生、キルヴ – 1954年没、ヘルシンキ)、首相
- レンナルト・オシュ Karl Lennart Oesch (1892年生、ピハヤルヴィ - 1978年没、ヘルシンキ)、軍人
- ラウリ・クリスティアン・レランデル Lauri Kristian Relander (1883年生, クルキヨキ - 1942年没、ヘルシンキ)、第二大統領
- ウスコ・サンタヴオリ Usko Santavuori (1922年生、ヴィープリ – 2003年没、エスポー)、ラジオ・レポーター
- ラウリ・アラン・トルニ Lauri Törni (1919年生、ヴィープリ – 1965年没、ベトナム)、軍人
- ウノ・ウルベリ Uno Ullberg (1879年生、ヴィープリ –1944年没、ヘルシンキ)、建築家
- ヨハネス・ヴィロライネン Johannes Virolainen (1914年生、ヴィープリ近郊 - 2000年没)、首相